# George C. Scott
George Campbell Scott (Wise, Virginia, 18. listopada 1927. – Westlake Village, Kalifornija, 22. rujna 1999.), američki kazališni i filmski glumac, redatelj i producent.
Ovjenčan Oscarom, dvama Emmyima i s dva Zlatna globusa.
Rodio se u mjestu Wise, Virginia. Majka Helen umrla je kad je trebao proslaviti 8. rođendan, pa ga je odgojio otac, direktor u automobilskoj kompaniji Buick.
Godine 1945. Scott odlazi u marince gdje služi do 1949. godine. Jedna od njegovih dužnosti bila je ona čuvara na groblju Arlington, koja je, prema njemu, dovela do njegovog problema s alkoholom. U mladosti je želio postati pisac, kao i njegov uzor, F. Scott Fitzgerald. Napisao je mnogo pripovjesti, koje nikad nisu objavljene. Kasnije, kad je odrastao želio je napisati roman, ali nikad nije napisao jednog kojim bi bio zadovoljan.
Nakon marinaca odlazi na Sveučilište u Missouriju studirati novinarstvo, ali odlazi nakon jedne godine kako bi se posvetio glumi.
Isprva se iskazao u kazalištu, čak je bio nominiran za nagradu Tony. Glumio je "najljućeg" Rikarda III. ikad, po sudu jednog kritičara.
Kasnije prelazi na film, ostvarivši 45 uloga.
Najpoznatiji je kao general Patton u filmu iz 1970. i kao general "Buck" Turgindson u filmu "Dr. Strangelove"(redatelj Stanley Kubrick).
Njegova izvedba generala Pattona se smatra, po sudu filmskih kritičara i povjesničara, jednom od najboljih izvedbi u povijesti filma.
Istakao se i po posuđivanju glasa i u drugim oblicima glume.
Ženio se pet puta i imao šestero djece.
Umro je u 71. godini od puknute trbušne aorte. Pokopan je pokraj Waltera Matthaua.